# Andor Gabor
Andor Gabor (Ujnep, 17 gennaio 1884 – Budapest, 21 gennaio 1953) è stato uno scrittore ungherese.
Letterato eclettico e lontano dalle mode, fu un attivo giornalista e contribuì alla diffusione in Ungheria della poesia di Bertolt Brecht e Heinrich Heine. I suoi articoli, dai pamphlet alla satira, sono raccolti in cinque pubblicazioni, tra cui Halottak arcai e Bank Utca.
Nel 1933 si trasferì a Mosca, dove diresse la rivista letteraria Új Hang. Durante la Seconda guerra mondiale compose accese poesie patriottiche. Solo nel 1945 tornò in Ungheria e diresse fino alla morte il settimanale satirico Ludas Matyi.